# Igor Khokhriakov
Igor Viktorovich Khokhriakov, né le 25 janvier 1965 à Tchoussovoï est un biathlète biélorusse. 

## Biographie
Il a obtenu une médaille de bronze aux Championnats du monde 1995 en relais. Il a également participé aux Jeux olympiques d'hiver de 1994, terminant quatrième avec ses coéquipiers du relais et 45e en sprint. Sa meilleure performance en Coupe du monde est une sixième place. Il remporte son plus grand titre aux Championnats d'Europe 1995, où il gagne l'individuel.

## Palmarès

### Jeux olympiques d'hiver
| Épreuve / Édition   | Individuel | Sprint | Relais |
| ------------------- | ---------- | ------ | ------ |
| JO 1994 Lillehammer | -          | 45e    | 4e     |

Légende :
- — : pas de participation à l'épreuve.

### Championnats du monde
- Championnats du monde 1995 à Antholz :
  -  Médaille de bronze du relais.

### Coupe du monde
- Meilleur classement général : 36e en 1993.
- 3 podiums en relais : 1 victoire, 1 deuxième place et 1 troisième place.
- Meilleur résultat individuel : 6e.

### Championnats d'Europe
- Médaille d'or de l'individuel et du relais en 1995.
- Médaille de bronze du relais en 1994.